# Biefstukzwam
De biefstukzwam (Fistulina hepatica) is een eetbare paddenstoel. Deze soort behoorde tot de familie Fistulinaceae en was de enige vertegenwoordiger van deze familie in de Benelux. Later is deze familie ongeldig verklaard en is sindsdien de familie onzeker (Incertae sedis).

## Kenmerken

### Vruchtlichaam
Het vruchtlichaam heeft een diameter van 25 tot 30 cm en een dikte van 6 tot 8 cm. Hij groeit meestal individueel. De vorm is waaiervormig met een smal aanhechtingspunt; soms is er een steelachtige basis aanwezig. Het vruchtlichaam is vleeskleurig en heeft een ruw oppervlak naar de rand toe vanwege de aanwezigheid van korrelige wratjes. De buisjes aan de onderzijde zijn klein en staan los van elkaar. Er zijn kleine witte tot geelachtige poriën zichtbaar.
Het eetbare vlees is tot 5 cm dik en sappig. Het lijkt uiterlijk wat op rauwe biefstuk, er komt ook een rood gekleurde vloeistof uit. De smaak is zuur en iets bitter. 

## Habitat
De biefstukzwam groeit op zwakke plekken door verwondingen aan de voet van levende eiken of aan dode stronken dicht bij de grond. Het is een uitgesproken herfstpaddenstoel.

## Verspreiding
De soort is wijdverbreid in Europa en hij komt ook voor in het oosten van Noord-Amerika.

## Foto's

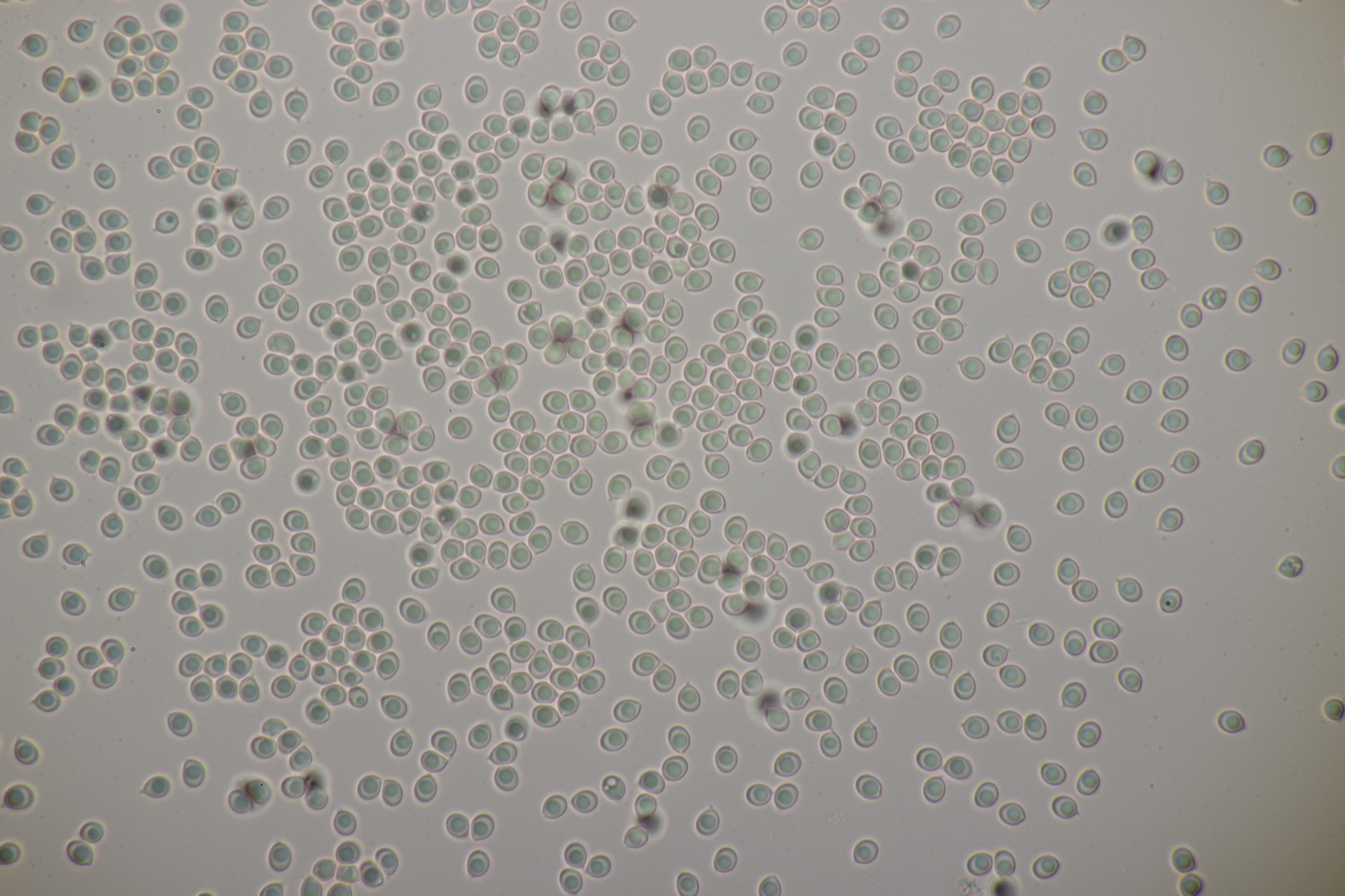
Sporen
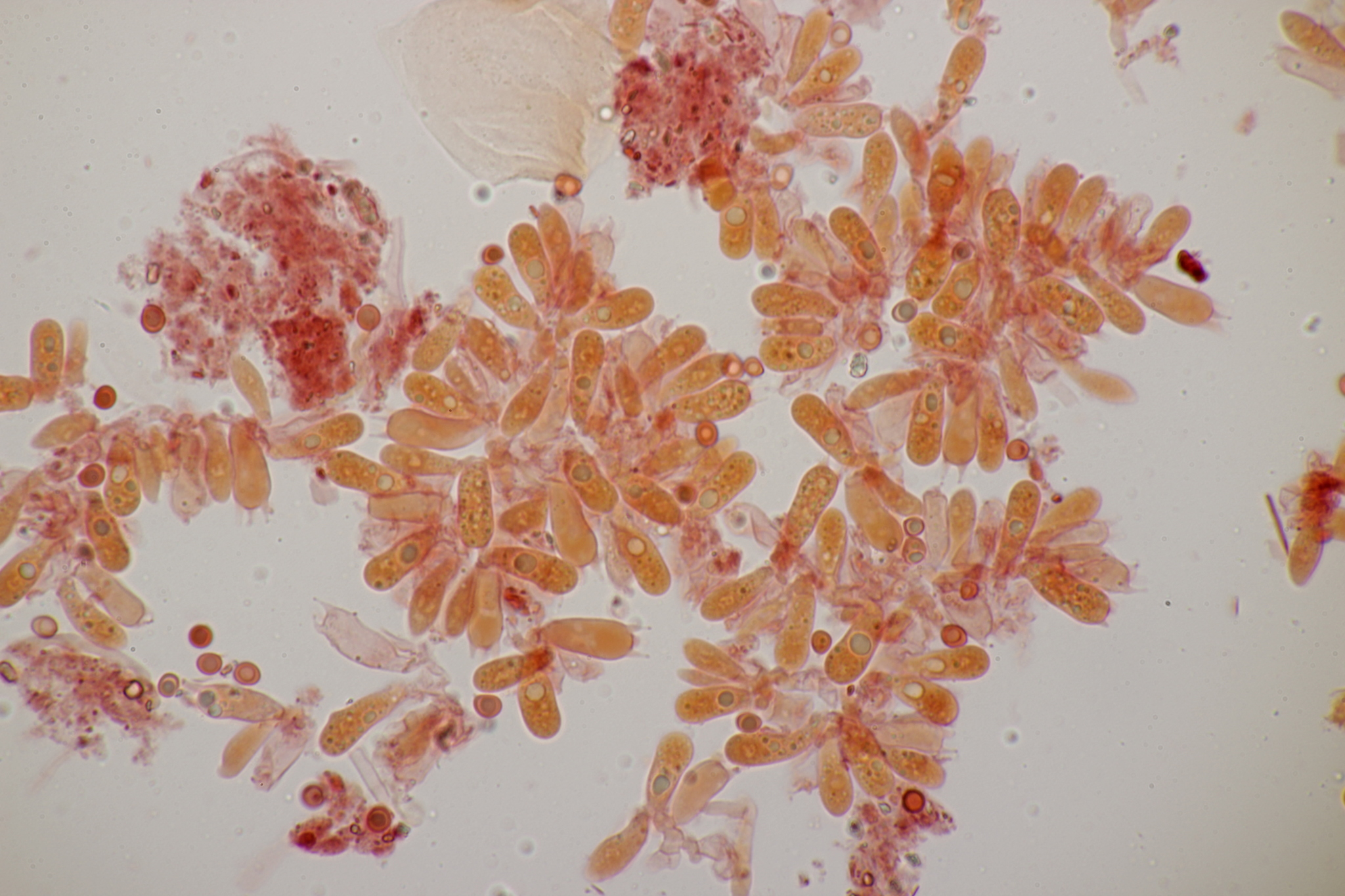
Basidia